# ولادیمیر راژ
ولادیمیر راژ (چکی: Vladimír Ráž؛ ۱ ژوئیهٔ ۱۹۲۳ – ۴ ژوئیهٔ ۲۰۰۰) بازیگر اهل کشور جمهوری چک بود. او بین سال‌های ۱۹۴۷ تا ۲۰۰۰ در بیش از ۶۰ فیلم و برنامه تلویزیونی ظاهر شد. او در گورستان ویشهراد در پراگ به خاک سپرده شد.
از فیلم‌ها یا برنامه‌های تلویزیونی که وی در آن نقش داشته‌است می‌توان به رومئو، ژولیت و تاریکی، باد سیمگون، دام، و شاهدخت سرفراز اشاره کرد.